# Lissonota tauriscorum
Lissonota tauriscorum är en stekelart som beskrevs av Gabriel Strobl 1902. Lissonota tauriscorum ingår i släktet Lissonota och familjen brokparasitsteklar. Inga underarter finns listade i Catalogue of Life.